# ZELPO Aréna
ZELPO Aréna – stadion piłkarski w Podbrezovej, na Słowacji. Został otwarty 1 sierpnia 1959 roku. Może pomieścić 4061 widzów. Swoje spotkania rozgrywają na nim piłkarze klubu FK Železiarne Podbrezová.
Pierwsze boisko w Podbrezovej mieściło się od 1911 roku na terenie dawnego składu drewna, za starą cynkownią rur. W latach 30. XX wieku powstało boisko za willą Endrezziho, a później boisko „na Skalici”. Po II wojnie światowej wybudowano stadion „na Piesku”, ale w 1951 roku teren na którym się znajdował przeznaczono na cele przemysłowe. Było to powodem rozpoczęcia w 1952 roku budowy nowego stadionu w Podbrezovej. Jego otwarcie miało miejsce 1 sierpnia 1959 roku.
W 2014 roku klub piłkarski z Podbrezovej wywalczył historyczny awans do 1. ligi. W trakcie modernizacji w latach 2014–2015 m.in. zainstalowano na stadionie podgrzewaną murawę i maszty oświetleniowe dające oświetlenie o natężeniu 1200 luksów.